# Хабелов, Лери Габрелович
Ле́ри Габре́лович Хабе́лов (осет. Хӕбӕлаты Габрелы фырт Лери; груз. ლერი ხაბელოვი; род. 5 июля 1964, Тбилиси) — советский, российский и грузинский борец, чемпион Олимпийских игр в Барселоне, многократный чемпион мира и Европы. Заслуженный мастер спорта по вольной борьбе (1986 год).

## Биография
Родился 5 июля 1964 года в Тбилиси в осетинской семье. Борьбой начал заниматься с раннего детства.
В 1985 году окончил Тбилисский государственный институт физической культуры. До 1992 года выступал за «Трудовые резервы» Тбилиси, а впоследствии — за «Трудовые резервы» Владикавказ. Последние годы работал главным тренером сборной Грузии. До 2007 года являлся одним из руководителей Национального олимпийского комитета Грузии.
Живёт в Грузии.
1 октября 2012 года избран депутатом парламента Грузии от Карельского муниципалитета получив 50,77 % голосов. Президент Национального Олимпийского Комитета Грузии.

## Спортивные достижения
- Олимпийский чемпион (1992)
- Пятикратный чемпион мира (1985, 1987, 1990, 1991, 1993)
- Трёхкратный чемпион Европы (1985, 1987, 1988)
- Трёхкратный чемпион СССР (1985, 1987, 1988)
- Чемпион России в Москве (1993)
- Обладатель Кубка СССР (1987)
- Победитель Спартакиады народов СССР в Минске (1986)
- Чемпион мира среди юниоров в Колорадо-Спрингс (1982)
- Чемпион мира среди молодёжи в Анахайме (1983)
- Чемпион Европы среди молодёжи (1984)